# Irish Cup 1890-91
Irish Cup 1890–91 var den 11. udgave af Irish Cup, og turneringen blev vundet af Linfield FC, som dermed vandt turneringen for første gang. Finalen mod Ulster FC blev spillet på Solitude i Belfast den 14. marts 1891 og endte 4-2. Alle seks mål blev scoret i første halvleg.

## Udvalgte resultater

### Semifinaler
| Dato  | Kamp                               | Res. | Spillested            |
| ----- | ---------------------------------- | ---- | --------------------- |
| 31.1. | Linfield FC – St Columb's Court FC | 9–0  | Ballynafeigh, Belfast |
| 21.2. | Ulster FC – Clarence FC            | 6–2  | Ulsterville, Belfast  |

### Finale
| Dato  | Kamp                    | Res. | Spillested        |
| ----- | ----------------------- | ---- | ----------------- |
| 14.3. | Linfield FC – Ulster FC | 4–2  | Solitude, Belfast |